# کویتین
کویتین (به چکی: Kojetín) یک منطقهٔ مسکونی و شهرستان دارای شهرک سابقاً روستا در جمهوری چک است که در ناحیه پرروف واقع شده‌است. کویتین ۶٬۴۷۷ نفر جمعیت دارد.